# Confederação Brasileira de Xadrez
A Confederação Brasileira de Xadrez (CBX) é a entidade máxima do xadrez no Brasil que regulamenta e organiza as competições oficiais de xadrez no país. Surgiu em 6 de novembro de 1924 como Federação Brasileira de Xadrez. É filiada à Federação Internacional de Xadrez (FIDE).
Darcy Lima foi o presidente até o final de 2020.
A CBX é uma associação privada cuja principal atividade econômica é a produção e promoção de eventos esportivos. A ela respondem as Federações estaduais, responsáveis pelos campeonatos em cada Unidade da Federação.
À Confederação Brasileira de Xadrez cabe definir e publicar, através de seu Boletim Informativo Diário (BID), os nomes dos atletas dos plantéis profissionais que estão legalmente aptos e autorizados a atuar em partidas oficiais de xadrez, bem como os titulados.

## História
A história do xadrez no Brasil é longa, os primeiros campeonatos nacionais já eram disputados em 1927. O primeiro campeão foi João de Souza Mendes Junior, ele venceu o campeonato que foi disputado no Rio de Janeiro. Além de enxadrista, Mendes também era médico otorrinolaringologista, médico sanitarista do Instituto Oswaldo Cruz. Mendes disputou diversos campeonatos de xadrez e foi um importante jogador pra a história do xadrez no Brasil.
O primeiro campeonato feminino de xadrez foi disputado em 1960 e a vencedora foi Dora de Castro Rúbio. O torneio ocorreu na cidade de Brusque e foi lá que Dora se consagrou a primeira mulher a ganhar um torneio de xadrez nacional no Brasil. 

## Controvérsias
Alguns enxadristas notórios (como o MI Roberto Molina) e dirigentes de federações regionais de xadrez têm criticado a atuação da CBX e revelado ter dificuldades de relacionamento, devido a entidade não manter uma posição profissional.
- Desrespeito a Lei Pelé[6]. A CBX não atende as normas da Lei 9.615 de 24 de março de 1998, baseada nos princípios da Constituição. Criada com o intuito de dar mais transparência e profissionalismo ao esporte nacional, a Lei Pelé estabelece um marco. A CBX, pelo contrário, não é transparente em suas atividades financeira e administrativa, e sequer responde e-mails sobre o assunto. Em seu site e seus comunicados não é possível obter tais informações.

- Desrespeito à autonomia das federações regionais, impõe restrições de organização de torneios FIDE e dificulta a apresentação de documentos e pagamento de taxas. Alguns líderes de federações têm sofrido exclusão de participação e até direito à voto, por desentendimentos com membros da CBX. Por exemplo, o presidente da Federação de Xadrez do Paraná, Paulo Virgilio Rios Rodriguez, que também é vice-presidente técnico da chapa Restauração, foi até o local da eleição a presidência da CBX, em 2020, mas acabou impossibilitado de votar e só conseguiu assistir a votação após uma longa discussão.[7] O presidente da Federação de Xadrez do Paraná também se desentendeu com a CBX sendo excluído de decisões importantes sobre o xadrez no Brasil e não teve seus e-mails respondidos até a gestão de Darcy Lima. Também acontece da CBX tornar federações irregulares sem fornecer qualquer justificativa aos jogadores, membros ou a comunidade.

- Alvo de diversos processos movidos por enxadristas. Por exemplo, o Processo nº 0000044-85.2019.8.08.0056, no qual foi concedida a Medida Liminar em favor de Roberto Molina contra a CBX para a participação do requerente na final do 85º Campeonato Brasileiro Absoluto de Xadrez[8]

- Não existe um Superior Tribunal Desportivo do Xadrez como a Lei Pelé exige. Os critérios e punições são definidos arbitrariamente pelo presidente da CBX que concentra em seu cargo todo o poder de investigar, informar, punir e regularizar. É possível haver perseguições, irregularidades, não havendo possibilidade de recursos, pois a decisão é monocrática. Isto dificulta o cumprimento do Art. 217, s 1a, da Constituição que diz: o Poder Judiciário só admitirá ações relativas à disciplina e às competições desportivas após esgotarem-se as instâncias da justiça desportiva, regulada em lei.

- Não há previsão de voto para os atletas da CBX. É necessário ao menos um terço para que a entidade possa receber recursos federais para o financiamento e promoção do esporte no país. Até então a CBX têm mantido o xadrez apenas com os recursos das taxas (anuidades dos membros).

- Indiferença a e-mails recebidos. Jogadores profissionais e amadores, bem como presidentes de federações regionais de xadrez afirmam que a entidade não responde aos e-mails.

- Sede de difícil acesso. Um dos pontos que têm desagradado os membros da CBX é o local da sede, que posiciona-se no interior do Estado do Espírito Santo, em Santa Maria de Jetibá, e não em uma grande capital do país. É difícil encontrar a sede, por exemplo, para fazer reclamações ou propor projetos. Não há também identificação da sede, ocupando um ginásio em constante reforma.

- Proibição da realização de torneios das federações que ingressam na Justiça contra a entidade, uma ação que, coíbe os membros de buscarem os seus direitos legais.[9]

- Divulgação restrita das eleições à presidência. No ano de 2020 a publicação da disputa eleitoral não foi publicada em jornal de grande circulação, mas em jornal de circulação  restrita no Rio de Janeiro, favorecendo a gestão no poder.